# 추상 재작성 시스템
추상 재작성 시스템은 수리 논리학과 이론 전산학에서 재작성 시스템의 본질적인 개념과 속성을 다루는 표현 형식이다. 가장 간단히 표현하자면, 이는 객체와 객체 간의 관계를 나타내는 규칙들의 집합을 통해 표현된다.
역사적으로, 재작성을 추상적으로 다루기 위한 여러 가지 개성적인 표현들이 존재하였다. 그 중에서 게랄드 허트(Gérard Huet)의 표현 형식을 사용하여 표현한다.

## 참조
1. ↑  Book and Otto, p. 9